# 二月公
二月 公（にがつ こう）は、日本の小説家。

## 来歴
愛知の大学を出たあと、会社員をしながら小説賞に原稿を投稿し続けて2019年に投稿作『声優ラジオのウラオモテ』にて、第26回電撃小説大賞の大賞を受賞して翌年、同作にて作家デビューした。

## 作品

### 小説
- 声優ラジオのウラオモテ（イラスト：さばみぞれ〈本編〉、巻本梅実〈スピンオフ〉、KADOKAWA〈電撃文庫〉、既刊14巻）

### コミカライズ
- 声優ラジオのウラオモテ（漫画：巻本梅実、『電撃マオウ』2020年5月号 - 2021年9月号、2024年2月号 -）